# انقلاب هايتي 2004
وقع انقلاب هايتي في عام 2004 بعد نزاعات دامت عدة أسابيع في هايتي خلال شهر فبراير من عام 2004. أفضى الانقلاب إلى عزل الرئيس جان برتران أريستيد، الذي فر من هايتي على متن طائرة بمساعدة طاقم أمني\عسكري أمريكي، من منصبه، مما منعه من إنهاء ولايته الثانية.
في أعقاب ذلك ادّعى أريستيد أنه كان قد «اختُطف» من قبل القوات الأمريكية وذكر أن الولايات المتحدة دبرت انقلابًا في هايتي، وهو ادعاء أثار اعتراضات من قبل مسؤولين أمريكيين. عبر الجماعة الكاريبية، شجبت الدول الكاريبية المجاورة لهايتي «سابقة خطيرة لحكومات منتخبة ديمقراطيًا في أي مكان وفي كل مكان، إذ إنها تشجع على عزل أفراد منتخَبين حسب الأصول من مناصبهم». فُرض المنفى على أريستيد، إذ نُقل مباشرة من هايتي إلى جمهورية أفريقيا الوسطى، ليستقر في نهاية المطاف في جنوب أفريقيا.
أُسست حكومة مؤقتة في هايتي ترأسها رئيس الوزراء جيرار لاتورتو والرئيس بونيفاس أليكساندر.

## أحداث سبقت الانقلاب

### الجدل حول انتخاب أريستيد عام 2000
وجهت المعارضة في هايتي اتهامات لحزب الحكومة بتزوير الانتخابات العامة في هايتي عام 2000، ووجهت أوروبا والولايات المتحدة الاتهامات ذاتها. تحدث الائتلاف الوطني لحقوق الهايتيين عن وقوع تأخيرات في توزيع بطاقات هوية الناخبين. كتب عضو الكونغرس الأمريكي جون كونيرز:
لسوء الحظ، حدثت مخالفات في الانتخابات وثمة أيضًا مشكلة ما بعد الانتخابات في فرز الأصوات التي تشكل تهديدًا بإفساد العمل الديمقراطي لمواطني هايتي. ليس ثمة شكوك حول حدوث مخالفات في الانتخابات التي أقر بها المجلس الانتخابي المؤقت.
على النقيض من ذلك، يزعم أنصار أريستيد أن المعارضة استخدمت مقاطعة الانتخابات كحيلة بهدف الطعن في شرعيتها.
ردًا على هذه الانتخابات، علقت الدول الأوروبية مساعداتها الحكومية لهايتي. وحظر الكونغرس الأمريكي تمرير أي مساعدة أمريكية عبر حكومة هايتي، مما ساهم في تقنين الوضع الراهن.

### طلب أريستيد الحصول على تعويضات من فرنسا
في عام 2003، طلب أريستيد من فرنسا دفع ما يزيد عن 21 مليار دولار لهايتي كتعويضات، والتي قال أنها تعادل في أيامنا هذه ال90 مليون فرنكاً ذهبيًا التي كانت هايتي قد أُجبرت على دفعها لباريس بعد استقلالها عن فرنسا قبل 200 عام.
رفض مجلس الأمن التابع للأمم المتحدة، والذي تملك فيه فرنسا عضوية دائمة، نداءًا صدر يوم 26 فبراير 2004 من الجماعة الكاريبية (كاريكوم) يطالبه بإرسال قوات حفظ سلام دولية إلى هايتي الدولة العضو فيه، إلا أنه بعد مرور ثلاثة أيام صوت بالإجماع على إرسال قوات بعد ساعات على إجبار أريستيد على الاستقالة.
قالت ميرثا ديسولمي، رئيسة لجنة التبادل الهايتي الجامايكي لشبكة أخبار آي بّي إس: «أعتقد أن تلك «المطالبة بالتعويضات» لها علاقة بالأمر، لأنها (فرنسا) لم تكن سعيدة بذلك حتمًا، وعلقت بعض التعليقات شديدة العدائية، (لكن) أعتقد أنه كانت لديه أُسس لذلك الطلب، لأنه ما بدأ انهيار هايتي».
عقب الانقلاب الهايتي في عام 2004، ألغى رئيس الوزراء المؤقت جيرار لاتورتو طلب التعويضات، واصفًا إياه «بالأحمق» و«غير القانوني».

### الحملة شبه العسكرية عبر الحدود ضد دولة هايتي 2001-2004
وُثّق بشكل جيد دور الجماعات اليمينية شبه العسكرية في الاستهداف العنيف للناشطين والمسؤولين الحكوميين المتحالفين مع حكومة أريستيد. أظهرت وثائق قانون حرية المعلومات كيف تلقت القوات شبه العسكرية الدعم من قطاعات من النخبة في هايتي وكذلك من قطاعات من جيش وحكومة جمهورية الدومينيكان في تلك الآونة. ويُعتقد أيضًا أنهم أجروا اتصالات مع المخابرات الأمريكية والفرنسية. وفي حين انطلقت الحملة شبه العسكرية أواخر عام 2001 واستهدفت على الفور البنية التحتية الحكومية الرئيسية في بورت أو برينس، فإنها استهدفت في عامي 2002 و2003 المناطق الريفية في البلاد. في أوائل عام 2004، شنت القوات شبه العسكرية هجومًا مكثفًا داخل البلاد.

### مبادرة أوتاوا
كانت مبادرة أوتاوا بشأن هايتي عبارة عن مؤتمر استضافته كندا وعُقد عند بحيرة ميتش، كيبك (وهو منتجع حكومي فيدرالي على مقربة من أوتاوا) في 31 يناير و1 فبراير 2003 بهدف تقرير مستقبل حكومة هايتي، على الرغم من عدم توجيه دعوة لأي مسؤول حكومي هايتي. حضر المؤتمر مسؤولون كنديون وفرنسيون وأمريكيون وأمريكيون لاتينيون.
سرب الصحفي ميشيل فاستيل معلومات عن المؤتمر ذكر أنه حصل عليها من صديقه ومضيف المؤتمر دينيس باراديس، وزير الدولة الكندي لأمريكا اللاتينية وأفريقيا والعالم الناطق بالفرنسية، في مقالة له في المجلة الإخبارية لاكتواليتي في كيبك. وزعم في المقالة أن المسؤولين في المؤتمر أرادوا رؤية تغيير للنظام في هايتي في غضون أقل من عام. «كتب ميشيل فاستيل أن إمكانية رحيل أريستيد والحاجة إلى وصاية محتملة على هايتي وعودة جيش هايتي المهيب كانت قد نوقشت من قبل باراديس ووزير الفرنكوفونية الفرنسي بيير أندريه ويلتزر». نفى باراديس ذلك في وقت لاحق ، إلا أن فاستيل ولاكتواليتي لم يتراجعا عن القصة.

### احتجاجات الطلاب
نظم طلاب من هايتي احتجاجات عديدة خلال أعوام 2002 و2003 و2004 ضد حكومة أريستيد. في 5 ديسمبر 2003، دخل بعض أنصار أريستيد، مدموعين من الشرطة بحسب شهود عيان، إلى قسم الدراسات الاجتماعية في جامعة هايتي لمهاجمة الطلاب الذين كانوا يحتشدون في مظاهرة مناهضة للحكومة في وقت لاحق من ذلك اليوم. تعرض عشرات الطلاب لإصابات وتعرض عميد الجامعة لكسر في ساقيه. أفضى هذا الحدث المأساوي إلى مزيد من الاحتجاجات من قبل الطلاب، وانضمت لهم في النهاية جماعات أخرى. أدى احتجاج طلابي ضد أريستيد في 7 يناير 2004 إلى اشتباك مع عناصر من الشرطة وأنصار أريستيد أسفر عن مقتل شخصين.

## الانقلاب
في سبتمبر من عام 2003، عُثر على أميوت ميتاير ميتًا، بعينين متفجرتين وبقلب منتزَع، نتيجة لما رُجح أنها جروح أصيب بها بمنجل. قبل وفاته، كان ميتاير زعيمًا للعصابة الغوناييفية التي عُرفت باسم «جيش أكلة لحوم البشر». بعد وفاته، أقسم شقيقه بوتيور ميتاير على الثأر ممن شعر أنهم مسؤولون عن موت أميوت، وبالتحديد الرئيس جان برتران أريستيد. تولى بوتيور قيادة جيش أكلة لحوم البشر وأعاد تسميته على الفور إلى الجبهة الوطنية الثورية لتحرير هايتي. في 5 فبراير 2004، استولت هذه الجماعة المتمردة على رابع أكبر مدينة من مدن هايتي، غوناييف، ليشكل ذلك بداية تمرد صغير ضد أريستيد. أثناء نهبهم للمدينة، أحرقت الجماعة مركز الشرطة ونهبته بهدف الاستيلاء على الأسلحة والسيارات التي استخدموها لمواصلة حملتهم على طول الساحل. بحلول 22 فبراير، استولى المتمردون على ثاني أكبر مدن هايتي، كاب هايتين. مع اقتراب نهاية شهر فبراير، هدد المتمردون بالاستيلاء على العاصمة، بورت أو برينس، الأمر الذي تسبب بزيادة الاضطرابات السياسية وإقامة المتاريس في أنحاء العاصمة كافة. هرب الهايتيون من بلادهم على متن قوارب سعيًا للوصول إلى الولايات المتحدة الأمريكية. بعد تمرد استمر ثلاثة أسابيع، ومع استيلاء المتمردين على العاصمة، غادر أريستيد هايتي مجبرًا على متن طائرة أمريكية برفقة عناصر أمن أمريكيين ونُقل دون علم منه بالطريق والوجهة عبر أنتيغوا إلى بانغي، جمهورية أفريقيا الوسطى.